# روري فيتزباتريك
روري فيتزباتريك (بالإنجليزية: Rory Fitzpatrick)‏ (و. 1975  م) هو لاعب هوكي الجليد أمريكي، ولد في روتشستر، مركز لعبه هو مدافع ‏.

## روابط خارجية
- روري فيتزباتريك على موقع دوري الهوكي الوطني (الإنجليزية)
- روري فيتزباتريك على موقع EliteProspects.com (الإنجليزية)
- روري فيتزباتريك على موقع HockeyDB.com (الإنجليزية)
- روري فيتزباتريك على موقع Hockey-Reference.com (الإنجليزية)